# Grafters

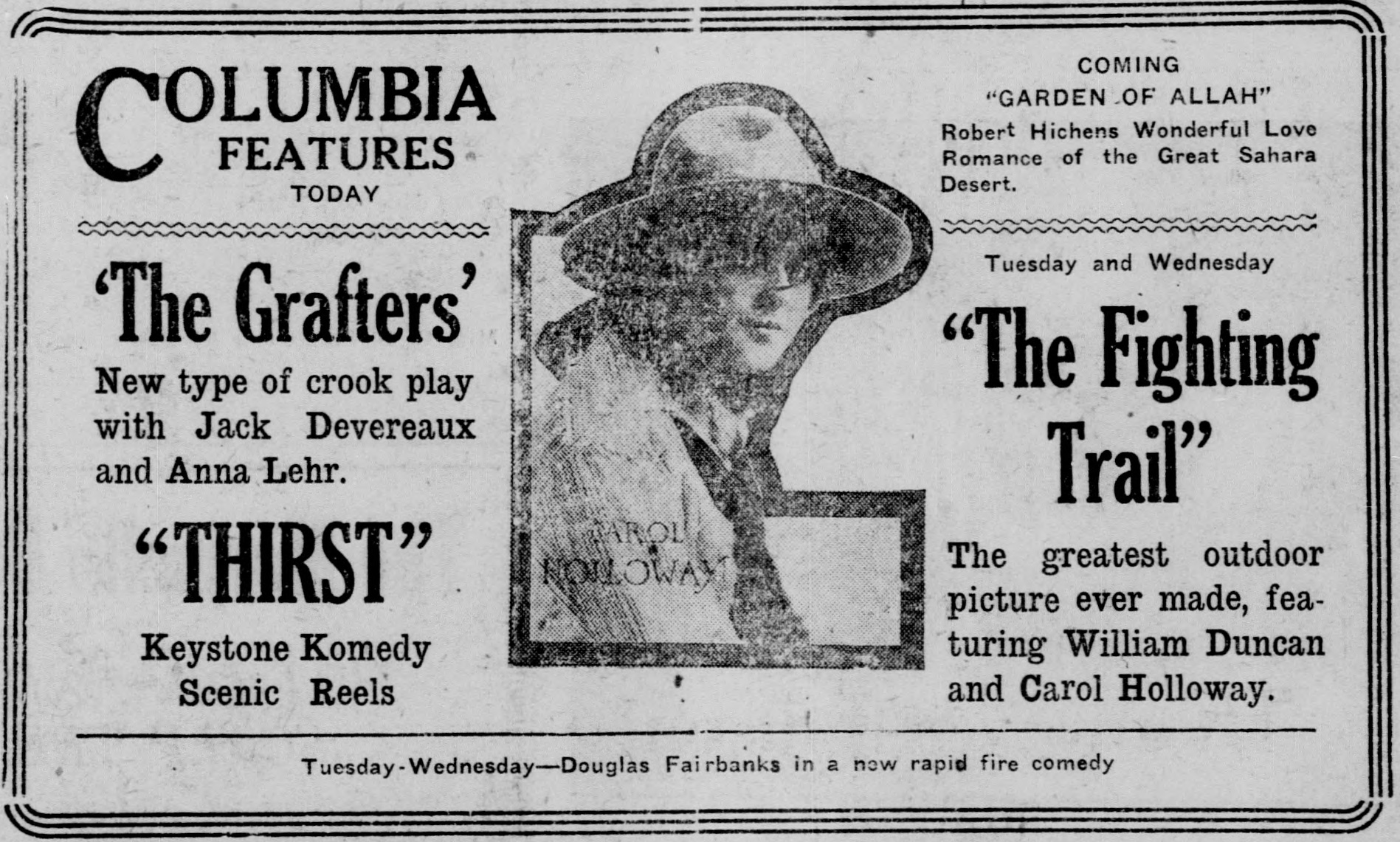

Pour plus de détails, voir Fiche technique et Distribution.
Grafters est un film américain réalisé par Arthur Rosson, sorti en 1917.

## Synopsis
Jack Towne vient d'hériter d'un million de dollars. Son oncle Mark lui conseille de faire attention aux étrangers. Sans tenir compte de ce conseil, Jack voit Doris qu'il a rencontrée dans un café. À l'insu de Jack, Doris, qui est à la recherche de l'argent pour payer l'hypothèque qui pèse sur la maison de sa mère, travaille pour un gang d'escrocs à la solde de l'oncle Mark pour donner une leçon à Jack. Doris piège Jack en le mettant dans une situation compromettante et ensuite le fait chanter. Elle refuse néanmoins d'aller jusqu'au bout car elle est tombée amoureuse de Jack, mais elle réalise que le gang veut réellement le faire chanter. Jack se révèle plus malin en engageant des détectives pour prendre au piège les escrocs. Il montre ainsi à son oncle qu'il peut s'occuper de ses affaires, et par la même occasion il libère Doris des griffes des escrocs. 

## Fiche technique
- Titre original : Grafters
- Réalisation : Arthur Rosson
- Scénario : James W. Adams
- Photographie : Roy F. Overbaugh
- Production : Allan Dwan
- Société de production : Triangle Film Corporation
- Société de distribution : Triangle Distributing Corporation
- Pays d’origine :  États-Unis
- Langue originale : anglais
- Format : noir et blanc — 35 mm — 1,37:1 — Film muet
- Genre : drame
- Durée : 50 minutes
- Dates de sortie :  États-Unis : 26 août 1917

## Distribution
- Jack Devereaux : Jack Towne
- Anna Lehr : Doris
- Frank Currier : Mark Towne
- Irene Leonard : Mme Ames
- George Siegmann : "La Menace"
- Robert Crimmins : "Laughing" Louie